# Kristen Wilson
Kristen Wilson (Chelmsford, 4 de setembro de 1969) é  uma atriz e dançarina estadunidense.
Conhecida por interpretar Lisa Dolittle, nos três primeiros filmes da franquia Dr. Dolittle (1998, 2001 e 2006), e também Miranda DuBaer, a "mãe das bruxinhas gêmeas", nos telefilmes Twitches e Twitches Too, do Disney Channel. Ela também já trabalhou três  vezes ao lado de Damon Wayans: nos filmes  Bulletproof, Harlem Aria e em um episódio de My Wife and Kids, onde interpretou uma terapeuta de casal.
Ela é formada em teatro musical pela Universidade de Syracuse e trabalhou com o Boston Ballet por quatro anos.

## Filmografia
- 1993 - Who's the Man?
- 1996 - Girl 6
- 1996 - The Pompatus of Love
- 1996 - Bulletproof
- 1996 - Get on the Bus
- 1998 - Dr. Dolittle
- 1999 - Harlem Aria
- 2000 - Dungeons & Dragons
- 2001 - Dr. Dolittle 2
- 2002 - Confessions of a Dangerous Mind
- 2004 - Walking Tall
- 2005 - Twitches
- 2006 - Dr. Dolittle 3
- 2007 - Twitches Too
- 2008 - Soccer Mom